# Samuel-Heinicke-Schule (Leipzig)
Die Samuel-Heinicke-Schule in Leipzig (offizieller Name Sächsische Landesschule mit dem Förderschwerpunkt Hören, Förderzentrum Samuel Heinicke) ist eine Förderschule für Hörgeschädigte. 1778 von Samuel Heinicke gegründet und durchgehend an verschiedenen Standorten in Leipzig betrieben, ist sie die älteste staatliche Gehörlosenschule der Welt.

## Die Schule
Die Schule ist eine Bildungsanstalt für hörgeschädigte Kinder und Jugendliche. Sie umfasst die Schulteile Grundschulstufe mit Verlängerung der Grundschulzeit um ein Jahr, Mittelschulstufe und Bildungsgang zur Lernförderung. Dabei sind folgende Abschlüsse möglich: Hauptschulabschluss, qualifizierender Hauptschulabschluss, Realschulabschluss und der
Abschluss „lebenspraktisch orientierte komplexe Leistung“. Im Schuljahr 2023/2024 unterrichtete die Schule in 29 Klassen insgesamt 199 Kinder.
Wegen ihrer überregionalen Bedeutung befindet sich die Einrichtung seit 1995 in Trägerschaft des Freistaates Sachsen, der die schulischen Leistungen finanziert, während außerschulische Leistungen wie Ganztagsbetreuung und Transport durch den örtlichen Sozialhilfeträger übernommen werden. Der bis 2016 mögliche Heimaufenthalt lief mit dem Schuljahr 2016/2017 aus.
Neben der Schule für Hörgeschädigte bietet die Einrichtung weitere Leistungen. In der Heilpädagogischen Kindertagesstätte werden hörgeschädigte Kinder im Alter von zwei Jahren bis zur Einschulung betreut. In der Ambulanten und mobilen Frühförderung erfolgt die Beratung und Anleitung der Eltern, die Durchführung förderpädagogischer Diagnostik, die wöchentliche heilpädagogische Förderung zum Hören und die interdisziplinäre Zusammenarbeit mit Therapeuten, Ärzten und Kindertageseinrichtungen. Im Cochlea Implantat Zentrum wird für Patienten nach einer Cochlea-Implantation der hörgerichtete Spracherwerb in Zusammenarbeit mit Ärzten, Therapeuten, Technikern und mitbetreuenden Einrichtungen trainiert. Die öffentliche Bibliothek für das Hör- und Sprachgeschädigtenwesen ist die umfangreichste Sammelstätte auf dem Gebiet des Hör- und Sprachgeschädigtenwesens im deutschsprachigen Raum.

## Das Gebäude

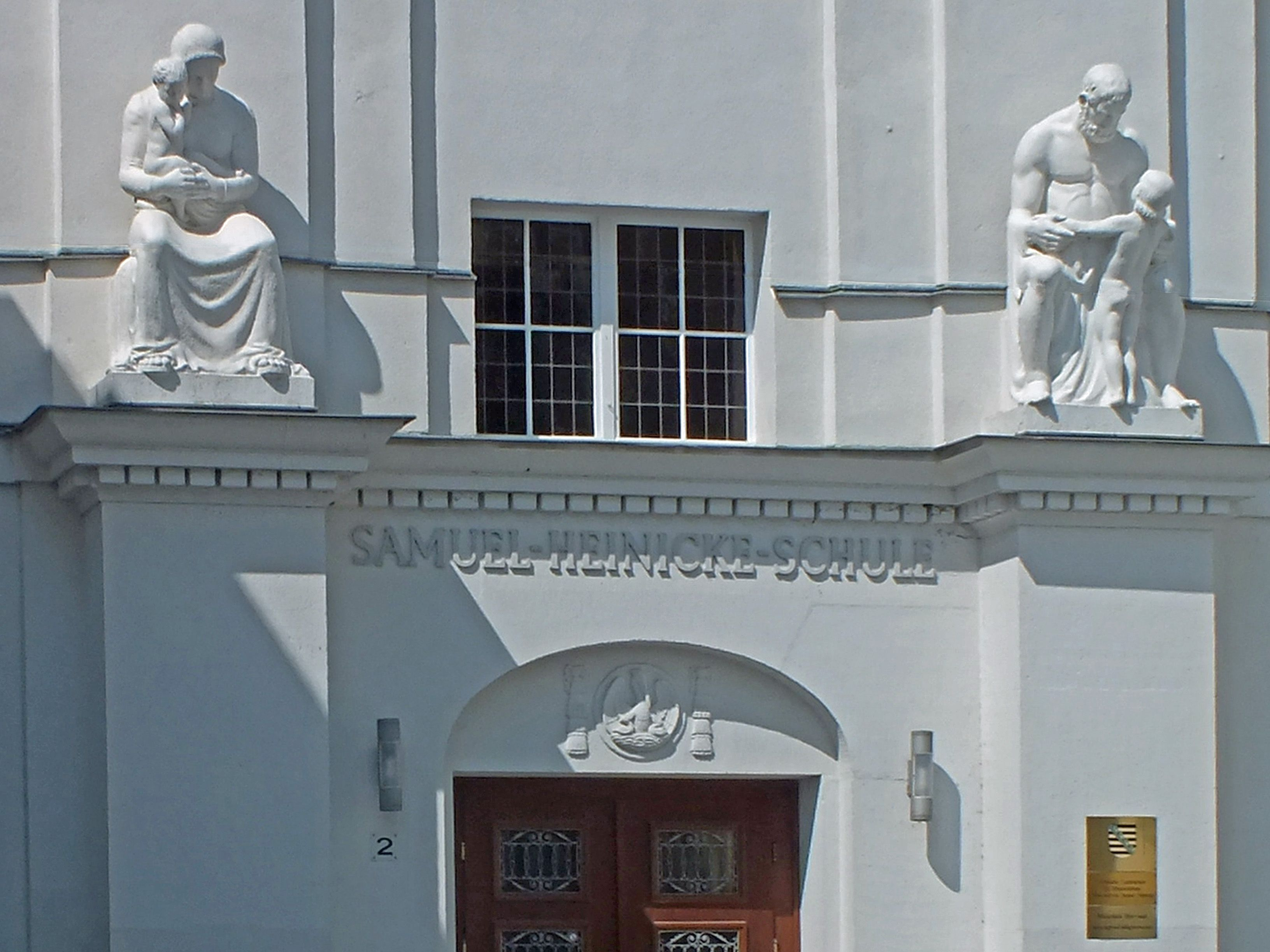
Der Eingangsbereich der Schule
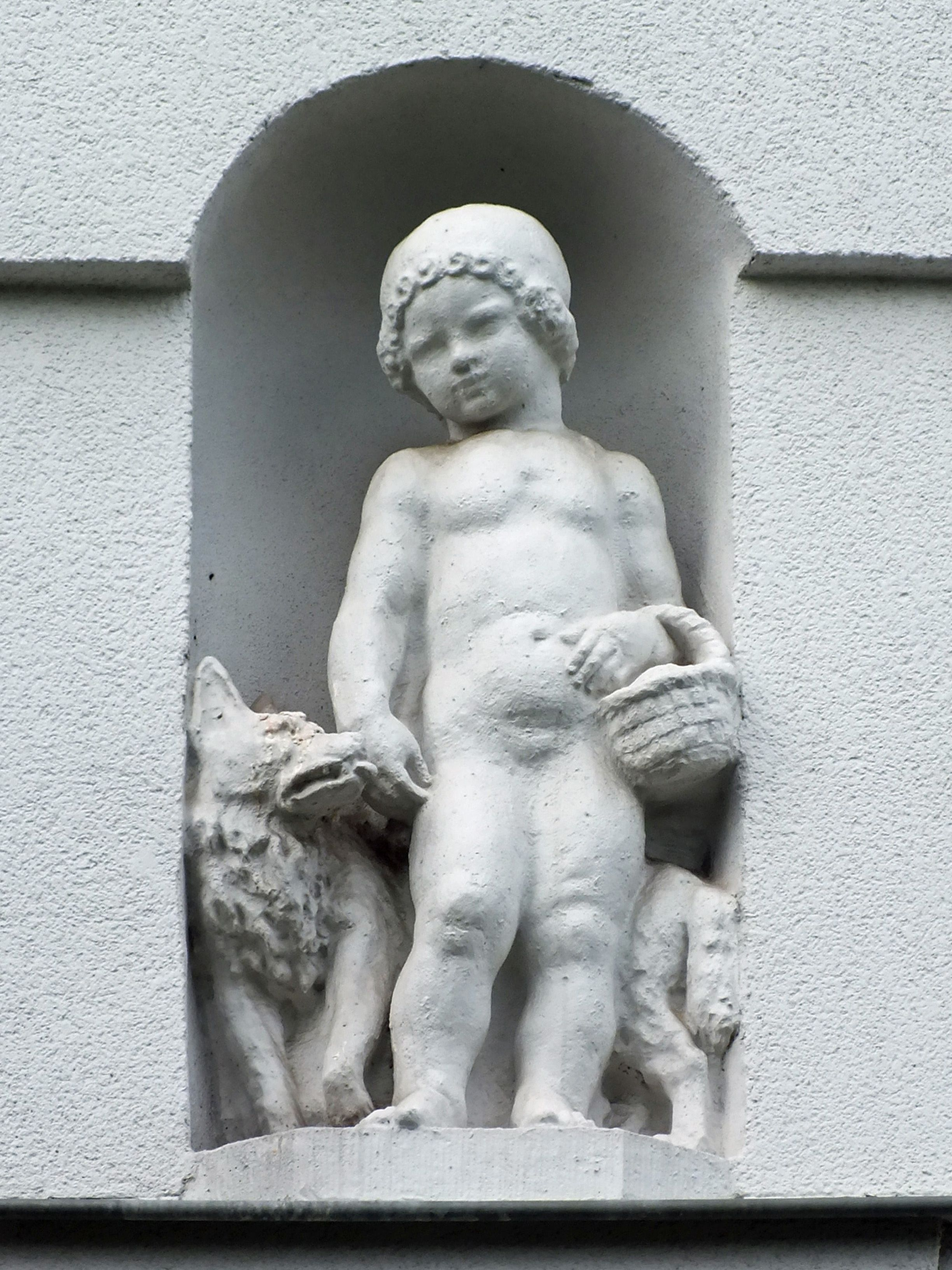
Rotkäppchen – eine der acht Märchendarstellungen
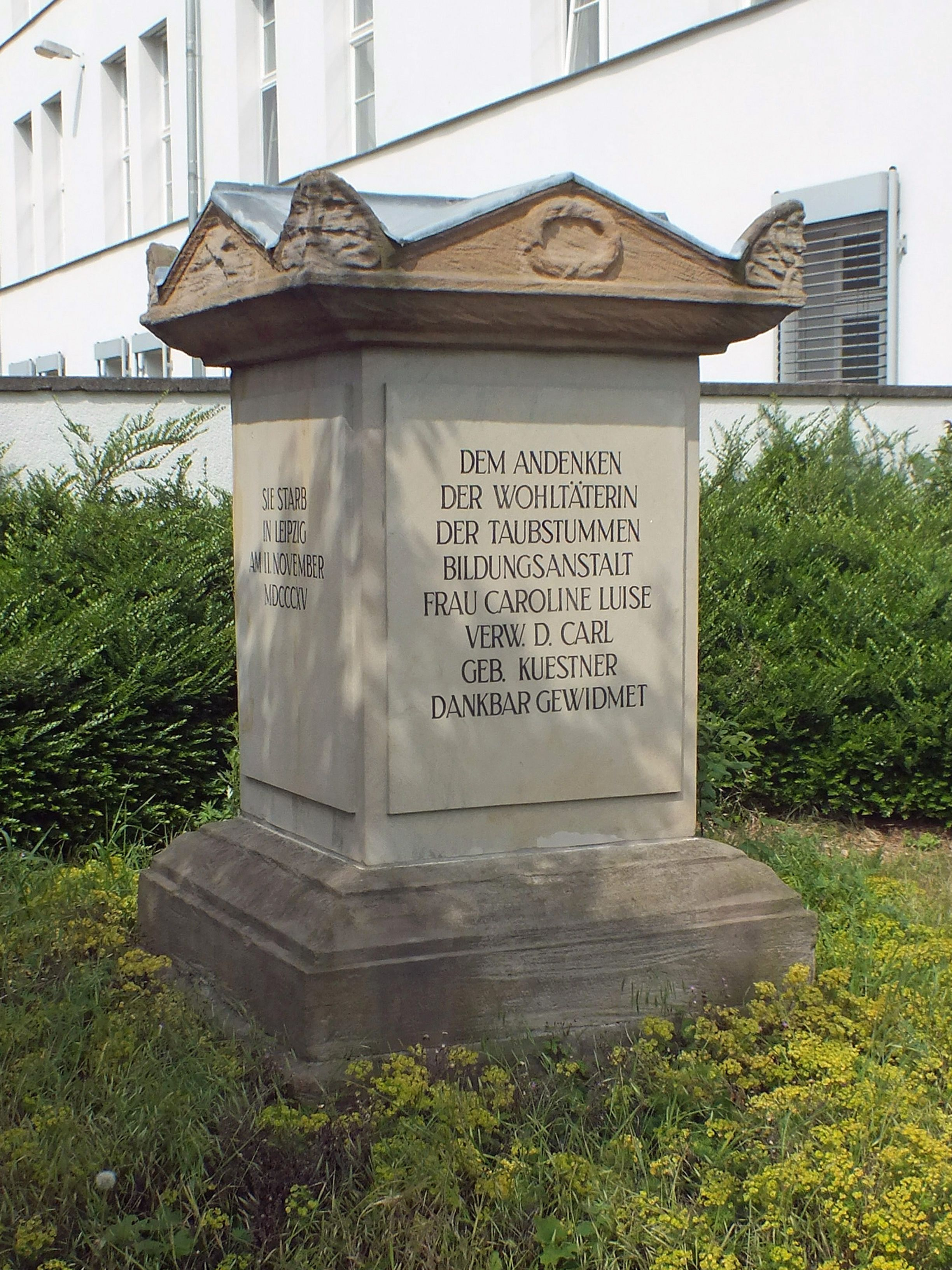
Das Luise-Carl-Denkmal

Die Samuel-Heinicke-Schule in der Karl-Siegismund-Straße 2 im Leipziger Ortsteil Reudnitz-Thonberg ist ein vierstöckiger Gebäudekomplex mit einer Längsausdehnung von 163 Metern. An beiden turmartig verstärkten Enden des 12,5 m breiten Längsflügels schließen sich 43 m lange Seitenflügel an, deren Frontseiten zur Straße drei Erker tragen. Im vorspringenden 21 m breiten Mittelteil mit Flachdach liegt der Eingangsbereich, der von zwei zweistöckigen quadratischen Bauten gerahmt wird.
Als Bauschmuck finden sich über dem Portal zwei über zwei Meter hohe Figurengruppen des Bildhauers August Strohrigl, links eine Frau mit Kind als „Schützende Liebe“ und rechts ein Mann mit Kind als „Erzieherische Fürsorge“ und direkt über der Tür ein Rundrelief mit einem Pelikan, der zwei Junge mit seinem Blut nährt. An der Längsfront sind in Nischen in der zweiten Etage vier Vasen und acht mit Kindermotiven gestaltete Märchenfiguren des Bildhauers Hans Zeißig (1863–1944) positioniert.
Die Unterrichtsräume sind mit moderner Lehr- und Lerntechnik ausgestattet. Turnhalle und Therapiebecken sind vorhanden. Hinter dem Gebäude erstreckt sich ein 2,5 ha großes parkartiges Gelände mit Sport- und Spielplatz. Südlich steht neben der Schule das Denkmal von 1824 für die Förderin der Schule Luise Carl (1762–1815).

## Geschichte
Samuel Heinicke (1727–1790) hatte in den 1770er Jahren als Kantor und Schulmeister in Eppendorf bei Hamburg mit dem Unterrichten gehörloser Schüler begonnen. Ab 1777 war er ausschließlich als Taubstummenlehrer tätig. 1778 erhielt er vom sächsischen Kurfürsten Friedrich August III., den Auftrag, in Leipzig eine Taubstummenschule zu errichten. Das „Chursächsische Institut für Stumme und andere mit Sprachgebrechen behaftete Personen“ wurde am 14. April 1778 eröffnet. Damit war die Einrichtung die erste Schule dieser Art in Deutschland und die erste staatlich lizenzierte weltweit.
Daraufhin zog der 51-Jährige mit seiner um 30 Jahre jüngeren zweiten Ehefrau Anna (1757–1840), seinen vier Kindern aus erster Ehe und neun Schülern nach Leipzig und eröffnete im Haus „Weißes Roß“ am Roßplatz seine Schule, die ab 1782 rechtlich der Universität Leipzig unterstellt wurde. So wie im Weißen Roß wurden auch bei weiteren durch zunehmende Schülerzahl notwendigen Umzügen der Schule private Wohnungen angemietet: 1782 in der Klostergasse, 1785 am Neuen Kirchhof an der Matthäi-Kirche, 1791 in der Neuen Straße vor dem Halleschen Pförtchen und 1814 am Thomaspförtchen. Erst durch ein großzügiges Vermächtnis von 40.000 Talern durch Luise Carl konnte die Schule 1822 das erste eigene Gebäude in der Klitzschergasse (heute Dimitroffstraße) beziehen. Nun gab es 38 Schüler.

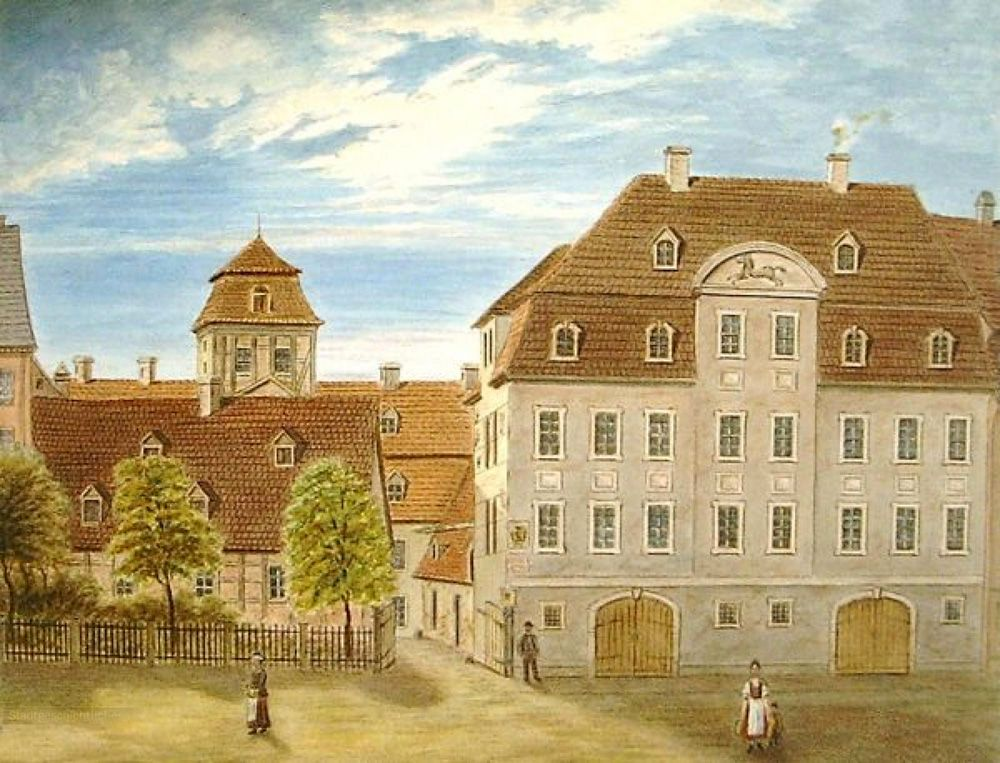
Weißes Roß, der Ort der ersten Schule in Leipzig, 1778
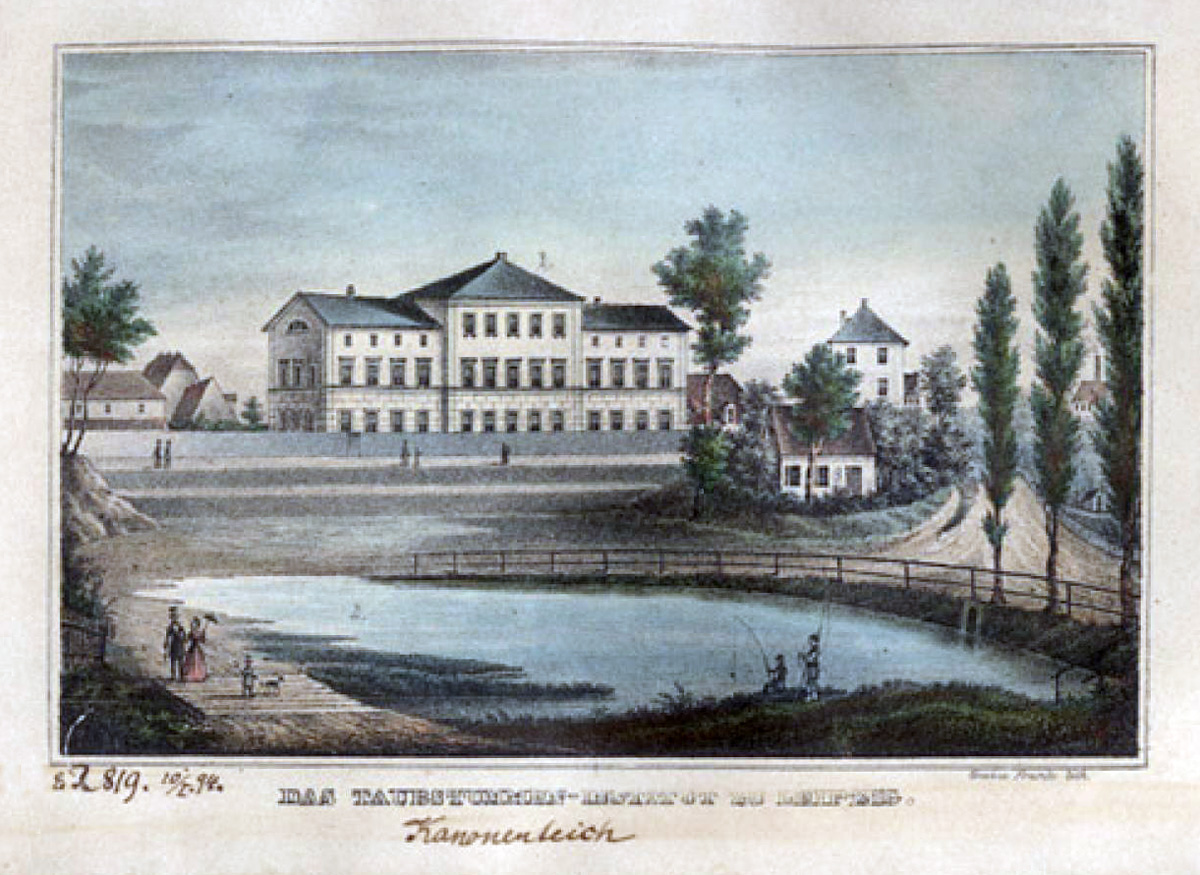
Die Schule am Kanonenteich, 1840
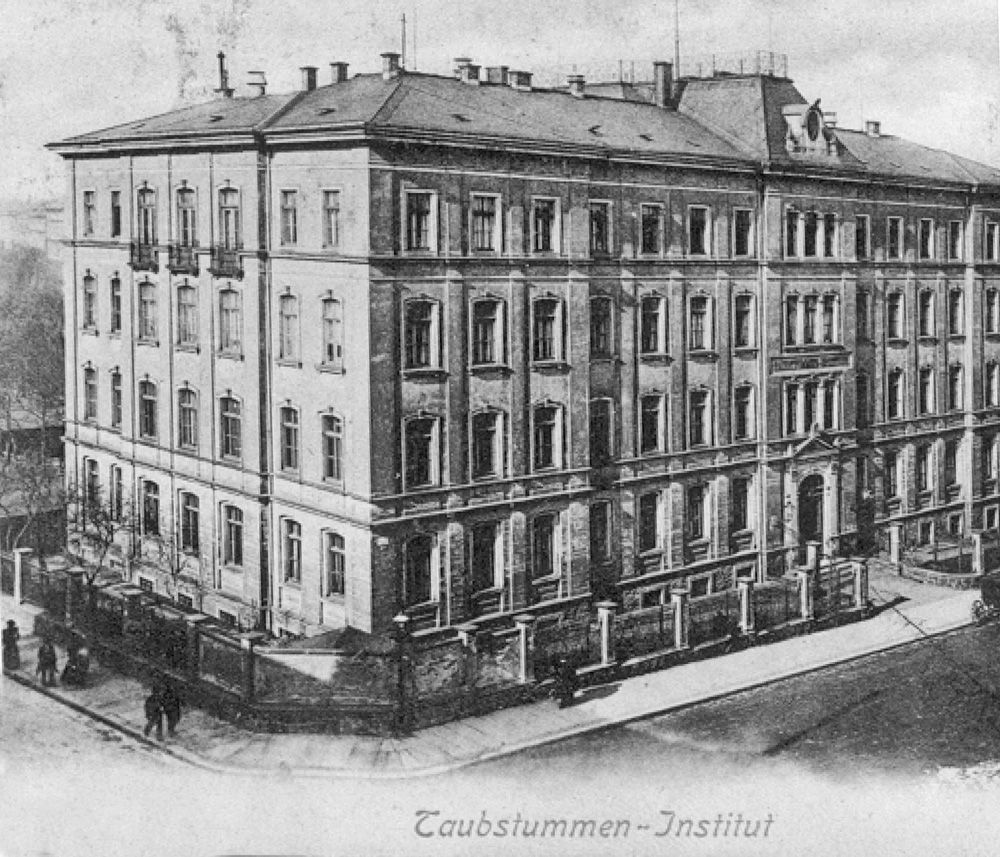
Die Schule in der Talstraße, 1880

Als Samuel Heinicke 1790 starb, übernahm seine Witwe die Leitung der Schule. Damit wurde sie als erste Frau in Deutschland Direktorin einer Gehörlosenschule. Für ihre Verdienste wurde sie 1828 zum 50-jährigen Bestehen der Schule mit einem Brillantring des sächsischen Königs geehrt und beantragte im gleichen Jahr 71-jährig nach 38-jähriger Direktorenschaft ihre Pensionierung. Ihr Nachfolger wurde der seit 1810 als Lehrer angestellte Carl Gottlob Reich (1782–1852). Ein Jahr vor ihrem Tod konnte sie 1839 noch die Grundsteinlegung für den ersten städtischen Neubau des Taubstummen-Instituts am Kanonenteich vor dem Windmühlentor (in etwa hier heute Universitätsaugenklinik Liebigstraße) erleben. Von 1852 bis 1896 leitete Gotthelf August Eichler (Schwiegersohn von Carl Gottlob Reich) die Einrichtung.
Nach wenigen Jahren herrschte schon wieder Raumnot und das Gebäude wurde aufgestockt. 1880 wurde aus dem gleichen Grunde ein neues Gebäude an der Talstraße für nunmehr 100 Schüler bezogen. Bereits 1909 begannen unter dem im gleichen Jahr berufenen Direktor Georg Wilhelm Schumann (1861–1924) die Planungen für einen Neubau. 1910 wurde das Gelände an der Karl-Siegismund-Straße erworben, am 13. Juni 1913 der erste Spatenstich getätigt und am 7. September 1915 das heute noch genutzte Gebäude in Anwesenheit des sächsischen Königs Friedrich August III. als Königliche Taubstummen-Anstalt zu Leipzig eingeweiht. Die neue Schule war für maximal 320 Schüler ausgelegt. Im Hauptgebäude befanden sich Lehrräume für 32 Klassen zu je 10–12 Schülern, in den Querflügeln die Wohn- und große Gemeinschaftsschlafräume für 280 Schüler, aufgeteilt in fünf Wohngruppen. Ein Fest- und ein Turnsaal sowie weitere spezielle Unterrichts- und Versorgungsräume waren vorhanden.

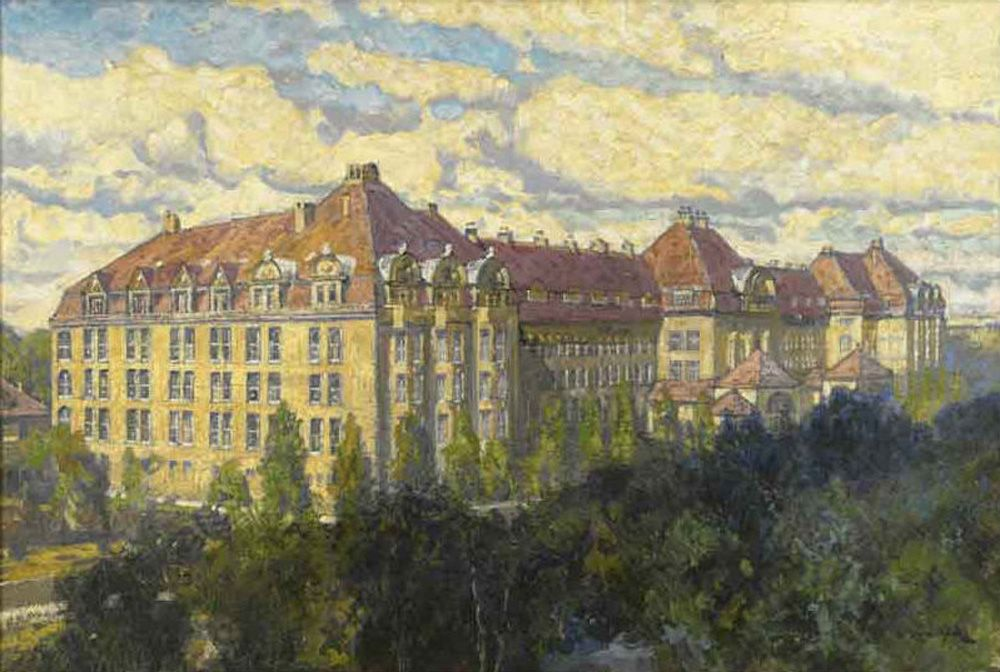
Der Schulneubau 1915
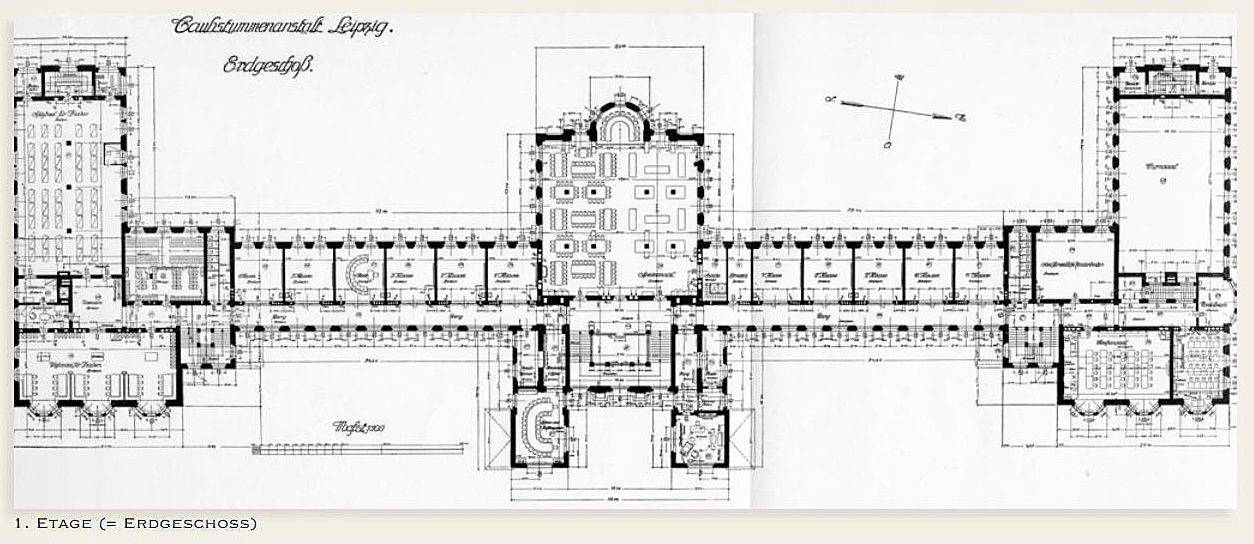
Sein Grundriss
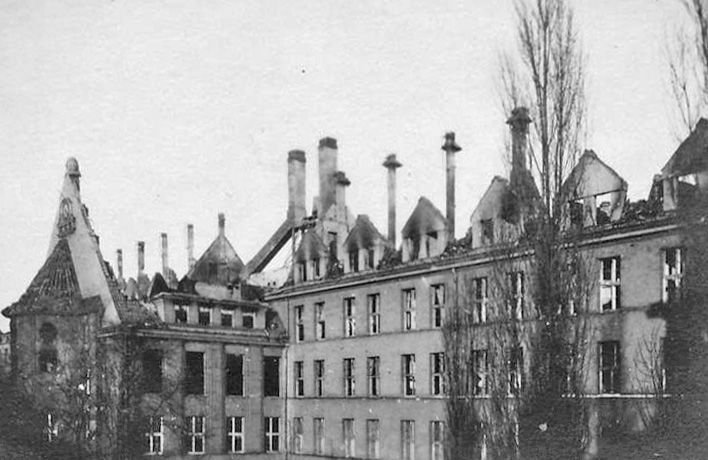
Nach der Bombardierung 1943

Während des Zweiten Weltkrieges wurde das Gebäude ab Juli 1941 als Lazarett genutzt. Beim Bombenangriff auf Leipzig am 4. Dezember 1943 wurde es stark zerstört. Nach ersten Instandsetzungsarbeiten durch die Lehrer und nach Rückkehr der Schüler aus den Auslagerungslagern konnte der erste Unterricht im August 1945 wieder aufgenommen werden, zwei Monate vor dem regulären Schulbetrieb in Leipzig. 1953 wurde der Schule im Andenken an ihren Gründer der Name Samuel-Heinicke-Schule verliehen. Nach der politischen Wende wurden das Gebäude und die Außenanlagen vom Freistaat Sachsen saniert und modernisiert.